# Karl Winterfeld
Karl Anton Winterfeld (* 17. Dezember 1891 in Köln; † 8. November 1971 in Bonn) war ein deutscher Pharmazeut und Hochschullehrer.

## Leben
Karl Winterfeld studierte an der Universität Breslau Pharmazie und wurde dort Mitglied des Corps Frisia. Im Ersten Weltkrieg wurde er als Freiwilliger bei der Erstürmung Lüttichs schwer verwundet. Noch während des Krieges setzte er sein Studium in Breslau fort und legte dort 1917 das Staatsexamen ab. 1921 wurde er an der Universität Marburg bei Johannes Gadamer, dem er 1919 nach Marburg gefolgt war, zum Dr. phil. promoviert. 1922 legte er die Lebensmittelchemiker-Hauptprüfung ab. 1927 ging er als Leiter der pharmazeutischen Abteilung an das chemische Institut der Universität Freiburg und habilitierte sich dort an der mathematisch-naturwissenschaftlichen Fakultät. 1929 wurde er dort zum planmäßigen Extraordinarius und 1938 zum planmäßigen Ordinarius für pharmazeutische Chemie ernannt.
Nach der Machtübergabe an die Nationalsozialisten trat er im Mai 1933 der NSDAP bei. Er war für den SD tätig. Während des Zweiten Weltkrieges widmete er sich auch der Luftwaffenforschung.
Nach Kriegsende wurde er 1945 aus dem Hochschulamt entlassen. 1949 folgte er einem Ruf an die Universität Bonn als Direktor des Pharmazeutischen Instituts. Er war seit 1953 Mitglied des Bundesgesundheitsrats und Leiter des Pharmazeutischen Ausschusses zur Vorbereitung des DAB 7 und des Nachtrags zum DAB 6.
Seine wissenschaftlichen Arbeiten galten der Aufklärung der Struktur der Alkaloide des Besenginsters und der Lupinen sowie den Wirkstoffen der Weißbeerigen Mistel. Ihm gelang die Synthese des Chinolizidins (Grundbaustein der Alkaloide der Lupinen) und Derivaten davon.

## Schriften
- Zur Kenntnis des Bromchelidonins, 1921.
- Über die Konstitution des Sparteins.
- Einführung in die chemische Arzneimittelanalyse, 1937.
- Einführung in die organisch-präparative pharmazeutische Chemie, 1947.
- Leitfaden der Harnanalyse – Unter Berücksichtigung der Sediment- und Blutuntersuchung, 1950 (zusammen mit Melanie Rink).
- Praktikum der organisch-präparativen pharmazeutischen Chemie und Leitfaden der chemischen Arzneitmittelanalyse, 1955.
- Praktikum der organisch-präparativen pharmazeutischen Chemie und Lehrbuch der organischen-chemischen Arzneimittelanalyse, 1965 (zusammen mit Melanie Rink).